# Maria Paola Turcutto
Maria Paola Turcutto (ur. 2 stycznia 1965 w Rzymie) – włoska kolarka górska, szosowa i szosowa, brązowa medalistka mistrzostw świata i Europy MTB.

## Kariera
Największy sukces w karierze Maria Paola Turcutto osiągnęła w 1996 roku, kiedy podczas mistrzostw świata MTB w Cairns zdobyła brązowy medal w cross-country. W zawodach tych wyprzedziły ją jedynie Alison Sydor z Kanady oraz Amerykanka Ruthie Matthes. W tej samej konkurencji trzecie miejsce zajęła również na mistrzostwach Europy w Métabief w 1994 roku. W 1992 roku wystąpiła na igrzyskach olimpijskich w Barcelonie, gdzie zajęła 32. miejsce w szosowym wyścigu ze startu wspólnego. W tym samym roku była ponadto druga w klasyfikacji generalnej Tour de l'Aude Cycliste Féminin. Startowała także w kolarstwie przełajowym, zdobywając kilka medali mistrzostw kraju, w tym złote w 1996 i 2002 roku.